# 1944年上海
|        | 上海历史 |
| 世紀： | 19世紀上海 \| 20世紀上海 \| 21世紀上海                                                                                     |
| 年代： | 1910年代上海 \| 1920年代上海 \| 1930年代上海 \| 1940年代上海 \| 1950年代上海 \| 1960年代上海 \| 1970年代上海               |
| 年份： | 1940年上海 \| 1941年上海 \| 1942年上海 \| 1943年上海 \| 1944年上海 \| 1945年上海 \| 1946年上海 \| 1947年上海 \| 1948年上海 |
| 紀年： | 甲申年（猴年）、上海开埠101周年、上海设市17周年                                                                            |

## 主要官员（汪精卫政权）

### 政府

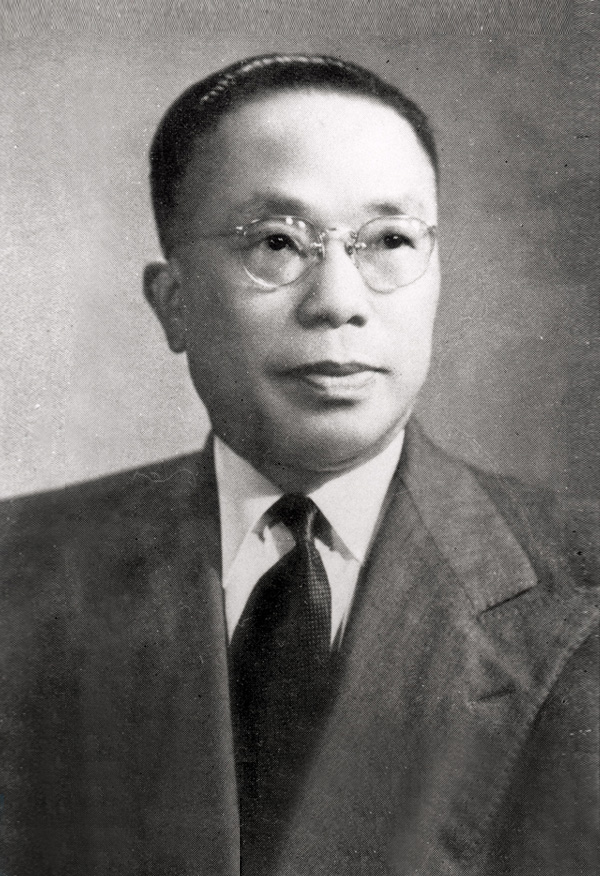
市长俞鸿钧

- 市长：陈公博[註 1]→吴颂皋[註 2]

### 法院
- 高等法院院长：徐维震→吴宪仁
- 地方法院院长：赵钲镗→季仰周→冯世德

### 检察署
- 高等检察署检察长：胡诒谷
- 地方检察署检察长：蔡日新→沈文杰→赵钲镗

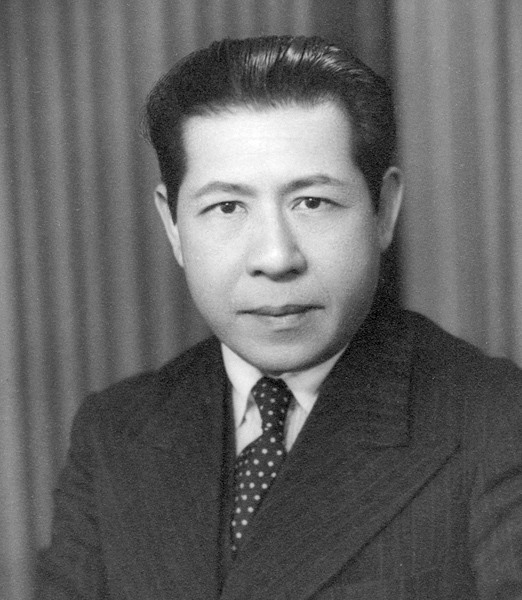
市长陈公博
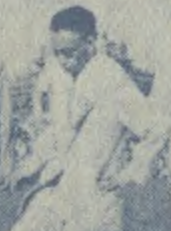
市长吴颂皋
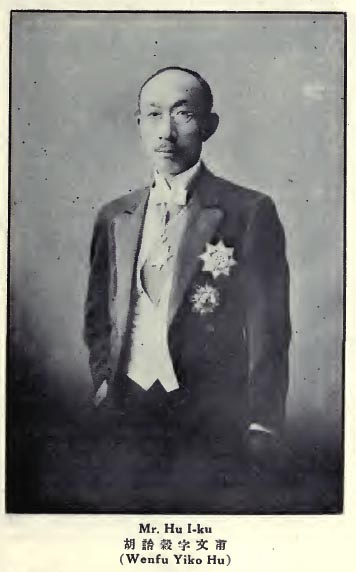
市高检检察长胡诒谷

## 主要官员（重庆国民政府）

### 政府
- 市长：俞鸿钧[註 3]

- 市长俞鸿钧